# 塩田テレビ中継局
塩田テレビ中継局（しおたテレビちゅうけいきょく）は、佐賀県嬉野市の旧藤津郡塩田町域に置かれているテレビ中継局である。

## 概要
- 当中継局は、嬉野市塩田町五町田に置かれ、市内や周辺地域へ電波を発射している。

## 置局住所
- 嬉野市塩田町大字五町田字観音谷甲4227-9

## 歴史
- 1976年（昭和51年）9月11日 - NHK佐賀アナログ中継局が本放送開始
- 1985年（昭和60年）12月7日 - STSアナログ中継局が本放送開始
- 2010年（平成22年）
  - 9月10日 - デジタル中継局に予備免許交付
  - 9月28日 - デジタル中継局で試験放送開始（10月24日まで）
  - 10月13日 - デジタル中継局に本免許交付
  - 10月25日 - デジタル中継局が本放送開始
- 2011年（平成23年）7月24日 - アナログ中継局が廃局

## 中継局概要

### デジタルテレビ
| リモコンキーID | 放送局名          | 物理チャンネル | 空中線電力 | ERP   | 放送対象地域 | 放送区域内世帯数 | 開局日                     |
| 1              | NHK佐賀総合テレビ | 35ch           | 1W         | 15W   | 佐賀県       | 1931世帯         | 2010年（平成22年）10月25日 |
| 2              | NHK佐賀教育テレビ | 32ch           | 1W         | 16W   | 全国         | 1931世帯         | 2010年（平成22年）10月25日 |
| 3              | stsサガテレビ     | 15ch           | 300mW      | 790mW | 佐賀県       | 1790世帯         | 2010年（平成22年）10月25日 |

- 放送エリアは、嬉野市や鹿島市及び杵島郡白石町のそれぞれ各一部。
- なお、佐賀県内のデジタル中継局では唯一、NHKと民放で出力が異なる。また、NHKの出力は、アナログ換算で10W相当となるため、実質3倍強の増力となる[要出典]。
- 参考リンク(総務省九州総合通信局・PDFファイル)
- 地上デジタルテレビジョン放送局(中継局)の開局予定～平成22年9月に試験放送開始の中継局(その2)～(総務省九州総合通信局)

### アナログテレビ
| 放送局名          | チャンネル | 空中線電力        | ERP                | 放送対象地域 | 放送区域内世帯数 |
| NHK佐賀教育テレビ | 45ch       | 映像3W /音声750mW | 映像8.7W /音声2.2W | 全国         | 不明             |
| NHK佐賀総合テレビ | 39ch       | 映像3W /音声750mW | 映像10W /音声2.5W  | 佐賀県       | 不明             |
| stsサガテレビ     | 56ch       | 映像3W /音声750mW | 映像9.5W /音声2.4W | 佐賀県       | 不明             |

- 偏波面は、垂直偏波。
- 2006年2月に｢アナアナ変換｣により、NHK総合が47chから39chに、stsが49chから56chにそれぞれ変更された。
- アナログ周波数変更対策工事のスケジュール(平成18年2月開始分) - 総務省九州総合通信局平成18年度報道資料